# Thibaut Pinot
Thibaut Pinot (Mélisey, Alt Saona, 29 de maig de 1990) és un ciclista francès, professional des del 2010 fins al 2023, quan passà a córrer amb l'equip FDJ, després d'aconseguir notables resultats en les categories inferiors.
Com a professional els seus èxits més destacables són tres victòries d'etapa al Tour de França, el 2012, 2015 i 2019, dues etapes a la Volta a Espanya de 2018 i la Volta a Llombardia del mateix any. El 2016 es proclamà Campió nacional en contrarellotge.

## Palmarès
- 2007
  - 1r al Tour de Guadeloupe juniors
  - 1r a Drôme Provençal juniors
  - 1r a la Challenge de l'est juniors
- 2008
  - 1r al Tour de Haute-Saône
  - 1r al Tour d'Ardèche Juniors
  - 1r a la Savoyarde Juniors
- 2009
  - 1r al Giro de la Vall d'Aosta
  - 1r al Tour del Cantó de Mareuil Verteillac
  - 1r al Gran Premi de la villa de Delle
  - Vencedor d'una etapa del Tour del País de Savoia
- 2010
  -  Vencedor de la classificació de la muntanya del Tour de Romandia
- 2011
  - 1r a la Setmana Ciclista Lombarda i vencedor d'una etapa
  - 1r al Tour d'Alsàcia i vencedor d'una etapa
  - Vencedor de 2 etapes del Tour de l'Ain
- 2012
  - Vencedor d'una etapa del Tour de França
  - Vencedor d'una etapa del Tour de l'Ain
- 2014
  -  1r de la Classificació dels joves al Tour de França
- 2015
  - 1r al Tour del Gavaudan Llenguadoc-Rosselló i vencedor d'una etapa
  - Vencedor d'una etapa del Tour de França
  - Vencedor d'una etapa al Tour de Romandia
  - Vencedor d'una etapa a la Volta a Suïssa
- 2016
  -  Campió de França de contrarellotge
  - 1r al Critèrium Internacional i vencedor de 2 etapes
  - Vencedor d'una etapa al Tour de Romandia
  - Vencedor d'una etapa al Critèrium del Dauphiné
- 2017
  - 1r al Tour de l'Ain
  - Vencedor d'una etapa a la Volta a Andalusia
  - Vencedor d'una etapa al Tour dels Alps
  - Vencedor d'una etapa al Giro d'Itàlia
- 2018
  - 1r al Tour dels Alps
  - 1r a la Milà-Torí
  - 1r a la Volta a Llombardia
  - Vencedor de 2 etapes a la Volta a Espanya
- 2019
  - 1r al Tour de l'Alt Var i vencedor d'una etapa
  - 1r al Tour de l'Ain i vencedor d'una etapa
  - Vencedor d'una etapa del Tour de França
- 2022
  - Vencedor d'una etapa del Tour dels Alps
  - Vencedor d'una etapa a la Volta a Suïssa

### Resultats al Tour de França
- 2012. 10è de la classificació general. Vencedor de la 8a etapa
- 2013. No presentat (16a etapa)
- 2014. 3r de la classificació general.  1r de la Classificació dels joves
- 2015. 16è de la classificació general. Vencedor de la 20a etapa
- 2016. No surt (13a etapa)
- 2017. Abandona (17a etapa)
- 2019. Abandona (19a etapa). Vencedor d'una etapa
- 2020. 29è de la classificació general
- 2022. 15è de la classificació general
- 2023. 11è de la classificació general

### Resultats a la Volta a Espanya
- 2013. 7è de la classificació general
- 2014. Abandona (11a etapa)
- 2018. 6è de la classificació general. Vencedor de 2 etapes
- 2020. No surt (3a etapa)
- 2022. 17è de la classificació general

### Resultats al Giro d'Itàlia
- 2017. 4t de la classificació general. Vencedor d'una etapa
- 2018. No presentat (21a etapa)
- 2023. 5è de la classificació general